# Radiografía periapical
La radiografía periapical es una de las técnicas utilizadas en la radiografía intrabucal. La radiografía intrabucal es una técnica exploratoria consistente en la colocación (dentro de la boca) de placas radiográficas de diferente tamaño que son impresionadas, desde el exterior, por un aparato de rayos X. Las técnicas de radiografía intrabucal periapical, también denominadas retroalveolares o retrodentarias, sirven para explorar el diente en su totalidad, desde la corona hasta el ápice, el espacio periodontal y el tejido óseo que lo rodea. Se pueden realizar mediante dos procedimientos: la técnica de bisección y la de paralelismo.

## Técnica de bisección
También se conoce con el nombre de técnica de isometría. Es la técnica más utilizada, ya que se le considera la de más fácil realización y superior a la técnica del paralelismo. Sin embargo, esta creencia no es real porque es más difícil de realizar y la imagen obtenida presenta una mayor distorsión geométrica. Para su realización se pueden seguir los pasos siguientes: 
- Colocación de la cabeza del paciente
- Colocación de la película
- Colocación del tubo en la angulación vertical y horizontal correctas.

Una vez sentado el paciente, de manera cómoda y estable, para el examen maxilar se colocará la cabeza de modo que la línea trago-ala de la nariz sea paralela al suelo; para la mandíbula, la línea trago-comisura bucal será paralela al suelo. En sentido vertical, el plano sagital de la cabeza debe ser perpendicular a dicho suelo.
La película se ha de situar por dentro del maxilar o mandíbula, en la cara palatina o lingual del diente, de aquí el término de técnica retroalveolar o retrodentaria, de modo que la placa profundice lo suficiente en la bóveda palatina o en el suelo bucal para que permita la exploración de la zona apical; y de aquí la denominación de periapical. El otro extremo de la película reflejará la región incisal u oclusal, sin que ésta quede en ningún momento fuera de campo por una profundización excesiva de la placa. El eje mayor de la película se colocará verticalmente en las regiones incisiva y canina, superior e inferior; en las regiones premolar y molar, superior e inferior, se situará horizontalmente. Es conveniente colocar la película lo más adaptada al grupo dentario para disminuir la distancia objeto-película, pero sin incurvaciones o dobleces que producirán distorsiones de la imagen. La colocación en la mandíbula se presenta como más problemática, debido a la molestia que puede originar el cartón de la envoltura en la mucosa del suelo bucal. Por ello, es imprescindible enseñar al paciente a relajar la musculatura.
La sujeción de la película es fundamental para evitar la movilidad durante la proyección y, consecuentemente, la borrosidad de las imágenes. En general, se realiza por medio de los dedos índice o pulgar del propio paciente, con la mano contraria al lado que se va a radiografiar. Nunca, bajo ningún concepto, serán el profesional o su ayudante quienes mantengan la placa durante la exposición.
Es útil el empleo de dispositivos especiales, porta-películas de diferentes materiales, sujetos por medio de la oclusión, que evitan la radiación del profesional, facilitan cierta posición constante para comparar distintos exámenes y eliminan las molestias de traumatismo en el suelo bucal; ya que al ocluir este último se relaja y desaparecen las distorsiones producidas por la excesiva presión del dedo sobre la envoltura de la placa.
A la hora de realizar la colocación del tubo, es fundamental seguir tres reglas básicas: el rayo central ha de pasar a través del ápice del diente. El haz de rayos ha de ser perpendicular a la bisectriz que se forma entre el eje longitudinal del diente y el eje de la película: una angulación incorrecta, con aumento o disminución del ángulo vertical, producirá el acortamiento o alargamiento respectivo de la imagen dentaria. Finalmente hay que considerar que el haz de rayos ha de ser perpendicular al eje mesio-distal de la película, es decir, en ángulo recto con la tangente de la zona maxilar examinada; con ello, al realizar una proyección perpendicular, no oblicua, a través de los espacios interproximales, se evita la superposición de estructuras adyacentes.

## Técnica de paralelismo
Se basa en el hecho de lograr una proyección con la mínima distorsión geométrica posible, que cumpla los requisitos señalados al mencionar la proyección radiográfica ideal: el rayo central debe incidir de forma perpendicular al objeto y la película, pasando por el centro de la estructura de interés. La imagen presentará una menor distorsión geométrica que con la técnica de bisectriz, por lo que será la técnica de elección mayoritaria. Este método es el ideal para el diagnóstico de las lesiones óseas en la enfermedad periodontal y para comprobar su evolución o resultado del tratamiento.
Sin embargo, para que los planos de la película y el objeto sean paralelos, es necesario, en algunas zonas anatómicas, introducir la placa más adentro de la boca, con lo que la distancia objeto-película aumenta. Para compensar este hecho, se debe incrementar la distancia foco-objeto, por lo que es útil usar un cilindro largo. Por este motivo se conoce a esta técnica con el nombre de telerradiografía intrabucal. Al aumentar la distancia foco-objeto, para obtener una imagen lo suficientemente densa y contrastada, será necesario incrementar el tiempo de exposición, lo que favorece el peligro de obtener imágenes difusas por movimiento del paciente. Este inconveniente puede obviarse utilizando aparatos con alto kilovoltaje.
Esta técnica requiere, aparte de un cilindro largo con un diafragma o colimadores adecuados que limiten el haz de rayos y eviten la dispersión de la fuera de la película, un sistema de sujeción de la película que permita su colocación paralela al diente. Con estos dispositivos especiales se mantienen en idénticas relaciones la película, la región a radiografiar y el tubo de rayos X, y ello de una manera valorable en los sucesivos exámenes comparativos. Es de gran comodidad y de muy buen resultado, utilizar películas de tamaño cero, conocidas con el nombre de infantiles, en el sector anterior...